# إدارة تكيفية
الإدارة التكيفية (بالإنجليزية: Adaptive management)‏ هي عملية منظمة ومستمرة تهدف لاتخاذ قرارات قوية في مواجهة حالة الشك أو عدم اليقين في النظام الإداري عبر مراقبة هذا النظام. إن الإدارة التكيفية هي أداة يجب استخدامها ليس فقط لتغيير النظام ولكن للتعرف على بنية النظام وخصائصه أيضاً. ولأن الإدارة التكيفية تستند إلى عملية التعلم فهي تعمل على تحسين نتائج النظام الإداري على المدى الطويل. ولكن التحدي يكمن في استخدام نهج الإدارة التكيفية من أجل تحقيق التوازن الصحيح بين اكتساب المعرفة لتحسين الإدارة في المستقبل وتحقيق أفضل النتائج على المدى القصير على أساس المعرفة الحالية المتوفرة. استخدم هذا النهج على نطاقٍ واسع في الآونة الأخيرة في تنفيذ برامج التنمية الدولية.

## الأهداف
ترتبط الإدارة التكيفية بعدد من العمليات العلمية والاجتماعية التي تعد عناصر حيوية وأساسية بالنسبة لها، ومنها:
- ترتبط الإدارة بالمعايير الزمنية والمكانية المناسبة
- تحتفظ الإدارة بالتركيز على القوة الإحصائية وضوابطها
- استخدام نماذج الكمبيوتر لبناء التركيبات الملائمة
- استخدام النتائج السابقة لتقييم البدائل الاستراتيجية الممكنة
- الانتقال من البدائل إلى الواقع والقيام بالاختيار الأفضل

يتطلب تحقيق هذه الأهداف عملية إدارة مفتوحة شاملة تسعى لتشمل أصحاب المصالح السابقين والحاليين والمستقبليين. ويجب أن تركِّز الإدارة التكيفية على تطوير مؤسسات جديدة، واستراتيجيات مؤسساتية متوازنة ومتوافقة مع النظريات العلمية والأطر التجريبية.

## المميزات
الميزات والخصائص الرئيسية للإدارة التكيفية هي:
- صنع القرار الذي يعتمد على تقييم النتائج وضبط الإجراءات على أساس المعرفة.
- أن تكون ردود الفعل مضبوطة بحسب عمليات الرصد والقرارات التي تتخذ بعده.
- التوصيف الصريح لعدم اليقين في النظام من خلال عمليات الاستدلال متعددة النماذج.
- تبني أسلوب المخاطرة ومبدأ عدم اليقين كوسيلة لبناء الفهم.

يمكن لحالات فشل العمليات المتعلقة بتعليقات المعلومات أن تمنع اتخاذ القرارات الفعالة في الإدارة التكيفية، ومنها:
- لا تجمع البيانات بشكلٍ كامل.
- البيانات تُجمع ولكن لا تُحلل وتدرس.
- البيانات تُحلل ولكن النتائج غير حاسمة.
- البيانات تُحلل والنتائج مثيرة للاهتمام ولكن هذه النتائج لا تُقدم إلى صناع القرار.
- البيانات تُحلل وتقدم لصناع القرار ولكنها لا تستخدم لاتخاذ القرارات بسبب عوامل داخلية أو خارجية.

## التاريخ
يعود استخدام تقنيات الإدارة التكيفية إلى شعوب الحضارات القديمة. فمثلاً استخدم شعب ياب في ميكرونيزيا تقنيات الإدارة التكيفية للحفاظ على الكثافة السكانية العالية في مواجهة ندرة الموارد لآلاف السنين.
يمكن إرجاع أصل مفهوم الإدارة التكيفية إلى أفكار الإدارة العلمية التي ابتكرها فريدريك تايلور في أوائل القرن العشرين، في حين أن مصطلح «الإدارة التكيفية» ظهر لأول مرة في ورشات عمل إدارة الموارد الطبيعية من قبل صانعي القرار والمدراء والعلماء الذين يركزون على بناء نماذج المحاكاة للكشف عن الافتراضات الرئيسية ومبادئ عدم اليقين.
قام والترز وهولنغ وهما اثنان من علماء البيئة في جامعة كولومبيا البريطانية بتطوير نهج الإدارة التكيفية، حيث ميز العالمان بين ممارسة الإدارة التكيفية السلبية والإيجابية. بدوره قام كاي لي بتوسيع هذا النهج في أواخر السبعينيات وأوائل الثمانينيات من القرن الماضي أثناء دراسته في مرحلة ما بعد الدكتوراه في جامعة كاليفورنيا في بيركلي. وقد طُور هذا النهج بشكل أكبر في المعهد الدولي لتحليل النظم التطبيقية في فيينا – النمسا عندما كان هولنغ مديراً للمعهد.
ربما تكون الإدارة التكيفية قد طُبقت بشكل متكرر عند شعب ياب بأستراليا وأمريكا الشمالية، وقد طبقت في البداية في إدارة عمليات الصيد، ولكن استخدامها على نطاقٍ واسع لم يحدث إلا في التسعينيات، حيث كان أحد أكثر التطبيقات الناجحة للإدارة التكيفية هو إدارة صيد الطيور المائية في أمريكا الشمالية.

## استخدامها في الممارسات البيئية
يهدف تطبيق الإدارة التكيفية في مشروع ما أو برنامج معين للحفظ على تكامل تصميم المشروع أو البرنامج وإدارته ومراقبته لاختبار الفرضيات بشكل منهجي من أجل تحقيق التكيف والتعلم في نهاية المطاف، ويمكن القول أن المكونات الثلاثة للإدارة التكيفية في الممارسة البيئية هي:
- اختبار الفرضيات وهو محاولة منهجية لتحقيق النتيجة المرجوة، ومع ذلك فهي ليست مجرد عملية عشوائية للتجربة والخطأ، لأنها تنطوي على استخدام المعرفة حول موضوع معين لاختيار أفضل الاستراتيجيات المعروفة، ووضع الافتراضات الكامنة حول كيفية عمل هذه الاستراتيجيات، ثم جمع البيانات لتحديد فيما إذا كانت الافتراضات صحيحة.
- ينطوي التكيف على تغيير الافتراضات للاستجابة للمعلومات الجديدة أو المختلفة التي حصلنا عليها خلال عمليات المراقبة والتجارب التي أجريت.
- يتمثل التعلم في توثيق عمليات التخطيط والتنفيذ لفريق ما بشكل صريح وملاحظة نجاحاته وإخفاقاته، يُمكن هذا التعلم من تصميم وإدارة المشاريع بشكل أفضل وتجنب بعض المخاطر التي واجهها آخرون.[6][7]

## الاستخدام في مجال التنمية الدولية
لا يقتصر مفهوم الإدارة التكيفية على الموارد الطبيعية أو إدارة النظام البيئي، بل يمكن تطبيق مفاهيم مماثلة على برامج التنمية الدولية. كان هذا في كثير من الأحيان بمثابة اعتراف بالطبيعة السيئة للعديد من تحديات التنمية وحدود عمليات التخطيط التقليدية. ويمكن القول أنَّ أحد التغييرات الرئيسية التي تواجه منظمات التنمية الدولية هو الحاجة إلى أن تكون أكثر مرونة وقدرة على التكيف والتركيز على التعلم. ينعكس هذا في مناهج التنمية الدولية مثل ممارسة التنمية بشكل مختلف، واستخدام البرمجة المستنيرة سياسياً.
أحد الأمثلة الحديثة على استخدام الإدارة التكيفية من قبل الجهات الراعية للتنمية الدولية هو برنامج التعليم العالمي من أجل الإدارة التكيفية المخطط له لدعم الإدارة التكيفية في وزارة التنمية الدولية والوكالة الأمريكية للتنمية الدولية. يقوم البرنامج بإنشاء مركز للتعلم عن الإدارة التكيفية لدعم استخدام الإدارة التكيفية وإمكانية الوصول إليها، وقد ركز المانحون بالإضافة إلى ذلك على تعديل التوجيهات البرنامجية الخاصة بهم لتعكس أهمية التعلم داخل البرامج، فعلى سبيل المثال تُركز الوكالة الأمريكية للتنمية الدولية حديثًا في توجيهاتها على ى أهمية التعاون والتعلم والتكيف، وينعكس هذا أيضاً في القواعد الذكية لإدارة التنمية الدولية التي توفر إطار التشغيل لبرامجها بما في ذلك استخدام الأدلة لإثبات ودعم قراراتهم. هناك مجموعة متنوعة من الأدوات المستخدمة لتشغيل الإدارة التكيفية في البرامج مثل جداول أعمال التعلم ودورات اتخاذ القرار.

## الفعالية
من الصعب اختبار مدى فعالية الإدارة التكيفية مقارنةً بطرق الإدارة الأخرى. يتمثل أحد التحديات في أنه بمجرد إدارة النظام باستخدام نهج واحد سيكون من الصعب تحديد طريقة أداء أخرى لنفس الموقف. اختبرت إحدى الدراسات فعالية الإدارة التكيفية الرسمية بالمقارنة مع الحدس البشري من خلال جعل طلاب إدارة الموارد الطبيعية يتخذون قرارات حول كيفية تقدير أعداد الأسماك الافتراضية في لعبة كمبيوتر على الإنترنت، كان أداء الطلاب في المتوسط ضعيفاً مقارنةً ببرامج الكمبيوتر التي تنفذ الإدارة التكيفية.
تعتبر الإدارة التعاونية التكيفية غالباً كوسيلة فعالة للتعامل مع إدارة الموارد الطبيعية في ظل المستويات العالية من الصراع وعدم اليقين والتعقيد الموجودة في عالمنا اليوم، كما يوضح ذلك برنامج إدارة التكيف لسد غلين كانيون في الولايات المتحدة، حيث تتطلب جهود الإدارة التكيفية الفعالة غايات وأهدافاً واضحة وقابلة للقياس، وحوافز وأدوات لتعزيز التعاون، مع ضرورة الالتزام طويل الأمد بالرصد والمتابعة.
التقييمات المبكرة للمشروع من قبل علماء الاجتماع تقدم التقييمات المبكرة لهذه المشاريع وغيرها رؤى للإدارة التكيفية الأكثر فعالية، حيث يبدو بوضوح أنَّ الثقة أساسية للتعلم في الإدارة التكيفية وليست ذات فائدة جانبية أو ثانوية.